# ماتي بيلونبا
ماتي بيلونبا (بالفنلندية Matti Pellonpää) (هلسنكي, 23 مارس 1951 -فآسا, 13 جويلية 1995) موسيقار و ممثل فنلندي.

## من أفلامه
- أريال, 1988
- ظلال في الجنة, 1986

## روابط خارجية
- ماتي بيلونبا على موقع IMDb (الإنجليزية)
- ماتي بيلونبا على موقع ألو سيني (الفرنسية)
- ماتي بيلونبا على موقع ميوزك برينز (الإنجليزية)
- ماتي بيلونبا على موقع أول موفي (الإنجليزية)
- ماتي بيلونبا على موقع قاعدة بيانات الأفلام السويدية (السويدية)
- ماتي بيلونبا على موقع قاعدة بيانات الأفلام السويدية (السويدية)
- ماتي بيلونبا على موقع ديسكوغز (الإنجليزية)
- ماتي بيلونبا على موقع قاعدة بيانات الفيلم (الإنجليزية)
- ماتي بيلونبا على موقع كينوبويسك (الروسية)